# 캐런 브라
카란 브라(Karan Brar, 1999년 1월 18일 ~ )는 미국의 배우이다.

## 출연 작품
- 퍼시픽 림: 업라이징 - 수레쉬 역